# Урсула Бернс
Урсула М. Бернс (20 вересня 1958, Мангеттен) — американська підприємиця, державна службовиця та інженерка. Голова та генеральна директор VEON, старша радниця Teneo, невиконавча директор Diageo з квітня 2018. Членкиня ради директорів Uber. У 2009 Бернс очолила компанію Xerox, ставши першою жінкою-афроамериканкою, яка стала генеральним директором компанії Fortune 500, і першою жінкою, яка перемогла на посаді одного з керівників компанії Fortune 500. Бернс займала посаду гендиректорки Xerox з 2009 по 2016 і голови Xerox з 2010 по 2017. У 2014 Forbes оцінив її 22-ю найпотужнішою жінкою світу. Серед інших громадських позицій, вона була лідеркою програми STEM Білого дому з 2009 по 2016 рік, а також головою Ради щодо експорту при президенті з 2015 по 2016 роки.

## Раннє життя та освіта
Народилася і провела дитинство та юність в одному з найбільш неблагополучних і бандитських районів — Нижній Іст-Сайд на Мангеттені. Її батьки були панамськими іммігрантами. Мати ростила трьох дітей без будь-якої допомоги і стала першою й головною учителькою Урсули, навчаючи її, що найголовніше — не те, де ти живеш, а те, ким ти є. Ці слова стали девізом Урсули, щоб ніколи не зупинятися на досягнутому. Бажаючи вирватися з бідності і заробити якомога більше грошей, вона проводила години в місцевій бібліотеці, досліджуючи, яка професія допоможе домогтися успіху. У результаті вона вирішила стати інженеркою-механікинею, попри сексизм тих часів. Легко опановуючи точні науки, вона здобула шкільну освіту і вибрала Політехнічний інститут Нью-Йоркського університету. До моменту вступу політика сегрегації остаточно відійшла в минуле, і Бернс у 1980 році здобула ступінь бакалавра в області машинобудування, а ще через рік — ступінь магістра в Колумбійському університеті.

## Бізнес-кар'єра

### Xerox
Бернс вперше працювала у Xerox літньою стажеркою в 1980 році, а надалі приєдналася через рік після закінчення магістратури. Впродовж 1980-х вона працювала над розробкою та плануванням продукції компанії. У січні 1990 року її кар'єра зробила несподіваний поворот, коли Вейланд Гікс, згодом старший виконавчий директор, запропонував Бернс працювати його виконавчою помічницею. У червні 1991 Бернс стала виконавчою помічницею тодішнього голови та виконавчого директора Paul Allaire. У 1999 році вона була призначена віцепрезидентом з глобального виробництва. У травні 2000 року Бернс стала старшою віцепрезидентом з корпоративних стратегічних послуг і почала працювати в тісному співробітництві з незабаром генеральним директором Анн Малкахі. Через два роки Бернс стала президентом операцій бізнес-груп.
У 2007 році Бернс очолила Xerox. У липні 2009 року вона була призначена на посаду генеральної директора, наступницею Малкахі, яка була головою до травня 2010. Вона стала першою генеральною директором-афроамериканкою, що очолює компанію Fortune 500, та першою жінкою, яка перемогла іншу жінку-голову компанії Fortune 500. Невдовзі після призначення на посаду гендиректора Бернс очолила придбання Affiliated Computer Services. У 2016 році вона привела Xerox до розколу на дві незалежні компанії: Корпорація Xerox і корпорація Conduent Incorporated.
Вона залишалася головою та генеральною директором компанії Xerox упродовж цього процесу, а потім була призначена головою самостійної компанії з документообігу. Після того, як Бернс пішла у відставку з позиції в грудні 2016, її змінив Джефф Джекобсон. Вона зберегла титул голови новоствореної компанії з технологій документообігу до травня 2017 року, коли вона вийшла з ради Xerox та її голови.

### Державна служба
Президент США Барак Обама призначив Бернс для допомоги у проведенні національної програми Білого дому в 2009 році. Вона залишалася лідеркою програми STEM до 2016 року. У березні 2010 року президент Обама призначив Бернс заступницею голови Ради експорту президента, яку вона очолювала з 2015 по 2016 роки.

### У правліннях
Бернс працювала на численних правліннях, в тому числі в Boston Scientific, FIRST, Національній асоціації виробників, Університеті Рочестера, корпорації MIT, Рочестерському бізнес-альянсі і RUMP Group. Вона залишається директором правління корпорації American Express, Корпорація Exxon Mobil, Datto Inc., і Nestlé. У липні 2017 року було оголошено, що вона приєднається до правління компанії з виробництва напоїв Diageo 2 квітня 2018 року. В червні 2017 року вона приєдналася до Teneo як старша радниця. Бернс приєдналася до ради директорів Uber наприкінці вересня 2017 року.

### Veon
У липні 2017 року Бернс була обрана головою VEON, 11-го найбільшого у світі постачальника телекомунікаційних послуг радою директорів. З раптовим від'їздом генерального директора в березні 2018 року вона стала виконавчою головою в очікуванні процесу відбору, а в грудні 2018 року була призначена на посаду генеральної директора.

## Публічна діяльність
Бернс надає консультації з питань лідерства громадським, освітнім та некомерційним організаціям, включаючи FIRST (для натхнення та визнання науки і техніки), Національну академію, MIT і Олімпійський комітет США, є директором ради директорів компанії Change the Equation, який зосереджується на вдосконаленні системи освіти США в галузі науки, техніки, інженерії та математики (STEM). З 2013 по 2014 рр. обіймала посаду заступниці голови виконавчого комітету Ділової ради. Університет Рочестера, Університет Ксав'є, Університет Ховард, Вільямс коледж, [46] і Джорджтаунський університет. 
Бернс була головною доноркою Школи милосердя для молодих жінок у Нью-Йорку.

## Відзнаки та нагороди
Урсула Бернс неодноразово перераховувалася Forbes як одна з 100 найпотужніших жінок світу. У 2015 році вона була зарахована до 29-го. У 2018 представлена серед «50 найкращих жінок Америки в техніці».

## Особисте життя
Урсула Бернс одружена з колишнім працівником Xerox Ллойдом Біном. Єдину дочку Мелісу вона народила в 1992 році. Також пара виховала прийомного сина Малколма, старшого за Мелісу на 3 роки.